# Moray (Escocia)
Moray (en gaélico escocés: Moireibh o Moireabh) es un concejo en el nordeste de Escocia (Reino Unido). Se encuentra frente a la costa del Fiordo de Moray y limita con los concejos de Aberdeenshire al este y con Highland al oeste.

## Localidades
- Aberlour
- Buckie
- Burghead
- Cullen
- Dufftown
- Elgin
- Findhorn
- Findochty
- Fochabers
- Forres
- Garmouth
- Hopeman
- Keith
- Kinloss
- Lhanbryde
- Lossiemouth
- Mosstodloch
- Portgordon
- Portknockie
- Rothes

## Política

### Concejo
El concejo de Moray fue creada en 1996, en virtud de la Ley de Gobierno Local de Escocia de 1994, sus fronteras son las del antiguo distrito de Moray en la región de Grampian.
Composición política actual:
|  | Partido                 | Consejeros |
|  | Independientes          | 11         |
|  | Scottish National Party | 10         |
|  | Conservador             | 3          |
|  | Laborista               | 2          |

Una coalición de independientes y conservadores controla el concejo de Moray desde mayo de 2007.

### Circunscripciones parlamentarias
Para la Cámara de los Comunes del Parlamento Británico la zona conforma la circunscripción de Moray.
Para el Parlamento Escocés, la mayor parte del área pertenece a la circunscripción de Moray, dentro de la región electoral de las Tierras Altas y las Islas, Keith, sin embargo, pertenece a la circunscripción de Gordon, dentro de la región electoral del noreste de Escocia.

## Demografía
| Gráfica de evolución de Moray entre 2001 y 2024 |
|                                                 |

A diferencia de muchas otras regiones de Escocia, que están experimentando un descenso de población, se espera que la población de Moray descienda ligeramente y alcance los 91.000 habitantes en 2024.